# Upper Austria Ladies Linz 2021
L'Upper Austria Ladies Linz 2021 è un torneo di tennis giocato sul cemento indoor. È la 35ª edizione dell'Upper Austria Ladies Linz, che fa parte della categoria WTA 250 nell'ambito del WTA Tour 2021. Si gioca alla TipsArena di Linz, in Austria, dal 6 al 12 novembre 2021.

## Partecipanti al singolare

### Teste di serie
| Nazionalità | Giocatore              | Ranking* | Testa di serie |
| ----------- | ---------------------- | -------- | -------------- |
| Regno Unito | Emma Raducanu          | 21       | 1              |
| Romania     | Simona Halep           | 22       | 2              |
| Stati Uniti | Danielle Collins       | 30       | 3              |
| Russia      | Veronika Kudermetova   | 31       | 4              |
| Russia      | Ekaterina Aleksandrova | 32       | 5              |
| Romania     | Sorana Cîrstea         | 38       | 6              |
| Italia      | Jasmine Paolini        | 51       | 7              |
| Stati Uniti | Alison Riske           | 52       | 8              |

* Ranking al 1º novembre 2021.

### Altre partecipanti
Le seguenti giocatrici hanno ricevuto una Wild card per il tabellone principale:
- Julia Grabher
- Simona Halep
- Sinja Kraus
- Emma Raducanu

La seguente giocatrice è entrata in tabellone con il protected ranking:
- Jaqueline Cristian

Le seguenti giocatrici sono passate dalle qualificazioni:

- Kateryna Kozlova
- Harmony Tan
- Lesja Curenko
- Wang Xinyu

La seguente giocatrice è entrata in tabellone come lucky loser:
- Jaqueline Cristian

### Ritiri
Prima del torneo
- Irina-Camelia Begu → sostituita da  Aljaksandra Sasnovič
- Sorana Cîrstea → sostituita da  Jaqueline Cristian
- Caroline Garcia → sostituita da  Zheng Saisai
- Viktorija Golubic → sostituita da  Mona Barthel
- Kaia Kanepi → sostituita da  Greet Minnen
- Marta Kostjuk → sostituita da  Fiona Ferro
- Ann Li → sostituita da  Clara Burel
- Petra Martić → sostituita da  Kamilla Rachimova
- Camila Osorio → sostituita da  Rebecca Peterson
- Ajla Tomljanović → sostituita da  Océane Dodin
- Zhang Shuai → sostituita da  Dajana Jastrems'ka

## Partecipanti al doppio

### Teste di serie
| Nazione  | Giocatore          | Nazione       | Giovatore         | Ranking* | Testa di serie |
| -------- | ------------------ | ------------- | ----------------- | -------- | -------------- |
| Germania | Julia Lohoff       | Rep. Ceca     | Renata Voráčová   | 154      | 1              |
| Georgia  | Oksana Kalašnikova | Giappone      | Miyu Katō         | 161      | 2              |
| Russia   | Natela Dzalamidze  | Russia        | Kamilla Rachimova | 171      | 3              |
| Polonia  | Alicja Rosolska    | Nuova Zelanda | Erin Routliffe    | 175      | 4              |

* Ranking aggiornato al 1º novembre 2021.

### Altre partecipanti
Le seguenti coppie hanno ricevuto una wildcard per il tabellone principale:
- Julia Grabher /  Sinja Kraus

Le seguenti coppie sono entrate in tabellone con il protected ranking:
- Mona Barthel /  Hsieh Yu-chieh
- Irina Chromačëva /  Lidzija Marozava

## Campionesse

### Singolare
Alison Riske ha sconfitto in finale  Jaqueline Cristian con il punteggio di 2-6, 6-2, 7-5.

### Doppio
Natela Dzalamidze /  Kamilla Rachimova hanno sconfitto in finale  Wang Xinyu /  Zheng Saisai con il punteggio di 6-4, 6-2.